# Brock Ingram
Brock Ingram (nascido em 22 de janeiro de 1977) é um remador paralímpico australiano. Representou seu país nos Jogos Paralímpicos de Verão de 2016 no Rio de Janeiro, onde terminou em primeiro no remo LTA quatro com misto - LTAMix4+ B, com Jeremy McGrath, Davinia Lefroy, Kathleen Murdoch e Jo Burnand. É aluno bolsista do Instituto do Esporte da Austrália Ocidental desde 2016.